# Au-delà des maux
Au-delà des maux (For Hope) est un téléfilm américain de Bob Saget diffusé en 1996.

## Synopsis
La vie et la mort d'une femme atteinte de sclérodermie, une maladie rare caractérisée par l'épaisissement et le durcissement de la peau.

## Fiche technique
- Titre original : For Hope
- Réalisation : Bob Saget
- Scénario : Susan Rice
- Directeur de la photographie : Ron Orieux
- Musique : Peter Rodgers Melnick
- Productrice : Karen Moore
- Producteurs exécutifs : Bob Saget, Brad Grey et Bernie Brillstein
- Pays :  États-Unis
- Genre : Drame
- Date de première diffusion : décembre 1996 (États-Unis)

## Distribution
- Dana Delany (VF : Caroline Beaune) : Hope Altman
- Polly Bergen : Molly
- Harold Gould : David Altman
- Tracy Nelson (VF : Rafaèle Moutier) : Annie
- Henry Czerny (VF : Nicolas Marié) : Ken
- Peter Scolari
- Xander Berkeley
- John Ritter
- Jim Byrnes